# Servicio 301 (Corredor Azul)
El servicio 301 es una línea del Corredor Azul, que conecta los distritos de Rímac y Barranco.

## Características
Inició operaciones el 26 de julio de 2014. Su recorrido inaugural, abarcaba desde Amancaes hasta el cruce de las avenidas Armendáriz y La Paz, en el distrito de Miraflores. En octubre, la ruta fue ampliada hasta su actual paradero ubicado cerca de la plaza Butters, en el distrito de Barranco.y después, en el año 2022 fue ampliada hasta el Actual Paradero 24 de Junio En el Parque Covirimac del distrito de Rímac.
Opera con una flota de autobuses de 12 metros.

### Horarios
| Días            | Horario                   |
| --------------- | ------------------------- |
| Lunes a domingo | 05:00 a. m. - 01:00 a. m. |

### Tarifas
Los únicos medios de pago válidos son la tarjeta Lima Pass y la tarjeta del Metropolitano.
| Tipo    | Precio  |
| ------- | ------- |
| General | S/ 1.50 |
| Medio   | S/ 0.75 |

## Recorrido
| Ida Surco       | Jirón Prolongacion Amancaes — Avenida 24 de Junio — Jiron Ferreyros — Avenida Amancaes — Avenida Samuel Alcázar — Prolongación Tacna — Puente Santa Rosa — Avenida Tacna — Avenida Garcilaso de la Vega — Avenida Arequipa — Óvalo de Miraflores — Avenida Diagonal — Malecón 28 de Julio — Avenida 28 de Julio — Avenida José Larco — Avenida Armendáriz — Puente Armendáriz — Avenida Miguel Grau — Avenida Nicolás de Piérola — Avenida José Balta (Plaza Guillermo Butters) |
| Vuelta Amancaes | Plaza Butters — Avenida Lima — Avenida El Sol — Avenida Miguel Grau — Puente Armendáriz — Avenida Reducto — Avenida Armendáriz — Avenida José Larco — Óvalo de Miraflores — Avenida Arequipa — Avenida Garcilaso de la Vega — Avenida Tacna — Puente Santa Rosa — Prolongación Tacna — Avenida Samuel Alcázar — Avenida Amancaes — Jirón Prolongacion Amancaes |

## Paraderos
| N° | Paradero            | Común con   |
| -- | ------------------- | ----------- |
| 1  | 24 De Junio         | 336 370     |
| 2  | Complejo Deportivo  | 336 370     |
| 3  | Eduardo Dibós       | 370         |
| 4  | Carlos Valderrama   | 336 370     |
| 5  | Calle 1             | 370         |
| 6  | Amancaes            | 302         |
| 7  | La Colonia          | 302 306     |
| 8  | Madrid              | 302 306     |
| 9  | Leoncio Prado       | 302 306     |
| 10 | Guardia Republicana | 302         |
| 11 | Chira               | 302         |
| 12 | Virú                | 302 306     |
| 13 | Ica                 | 302 412     |
| 14 | Moquegua            | 302         |
| 15 | Ilo                 | 302         |
| 16 | Bolivia             | 302         |
| 17 | España              | 302 303 306 |
| 18 | Tarma               | 302 303 306 |
| 19 | Saco Oliveros       | 302         |
| 20 | Ramón Dagnino       | 302         |
| 21 | Alejandro Tirado    | 302 303 306 |
| 22 | Enrique Villar      | 302         |
| 23 | Manuel Segura       | 302 303 306 |
| 24 | Manuel Candamo      | 302 306     |
| 25 | Tomás Guido         | 302 306     |
| 26 | Soledad             | 302 303     |
| 27 | Manuel Bañón        | 302 303     |
| 28 | Paz Soldán          | 302         |
| 29 | Choquehuanca        | 302         |
| 30 | Aramburú            | 302 303     |
| 31 | Los Ángeles         | 302         |
| 32 | Andalucía           | 302         |
| 33 | Ayacucho            | 302         |
| 34 | Angamos             | 302 303     |
| 35 | Piura               | 302         |
| 36 | Pardo               |             |
| 37 | Berlín              |             |
| 38 | 28 de Julio         |             |
| 39 | Larco               |             |
| 40 | Armendáriz          |             |
| 41 | Núñez de Balboa     |             |
| 42 | La Paz              |             |
| 43 | Chipoco             |             |
| 44 | Balta               |             |
| 45 | Plaza Butters       |             |

| N° | Paradero            | Común con       |
| -- | ------------------- | --------------- |
| 1  | El Sol              |                 |
| 2  | Chipoco             |                 |
| 3  | Las Acacias         |                 |
| 4  | Núñez de Balboa     |                 |
| 5  | Fanning             |                 |
| 6  | 28 de Julio         |                 |
| 7  | Benavides           |                 |
| 8  | Schell              |                 |
| 9  | Ricardo Palma       |                 |
| 10 | Piura               | 302             |
| 11 | Angamos             | 302 303         |
| 12 | Lizardo Montero     | 302             |
| 13 | Carlos Tenaud       | 302             |
| 14 | Río de Janeiro      | 302             |
| 15 | Aramburú            | 302 303         |
| 16 | La Habana           | 302             |
| 17 | Juan de Arona       | 302             |
| 18 | Olavide             | 302 303 306     |
| 19 | Domingo Casanova    | 302 303         |
| 20 | Tomás Guido         | 302 306         |
| 21 | Manuel Candamo      | 302 306         |
| 22 | Manuel Segura       | 302 303 306     |
| 23 | Enrique Villar      | 302             |
| 24 | Emilio Fernández    | 302 303 306     |
| 25 | Ramón Dagnino       | 302             |
| 26 | Saco Oliveros       | 302 303 306     |
| 27 | España              | 302 303 306     |
| 28 | Bolivia             | 302 303 306     |
| 29 | Quilca              | 302             |
| 30 | Emancipación        | 302             |
| 31 | Callao              | 302             |
| 32 | Pizarro             | 302 303 306 412 |
| 33 | Chira               | 302             |
| 34 | Guardia Republicana | 302             |
| 35 | Alcázar             | 302 412         |
| 36 | Las Calezas         | 302 306         |
| 37 | Arancibia           | 302 306         |
| 38 | Amancaes            | 302             |
| 39 | Calle 3             | 370             |
| 40 | El Sol              | 336 370         |
| 41 | Calle 10            | 336 370         |
| 42 | 24 De Junio         | 336 370         |